# František Váhala (právník)

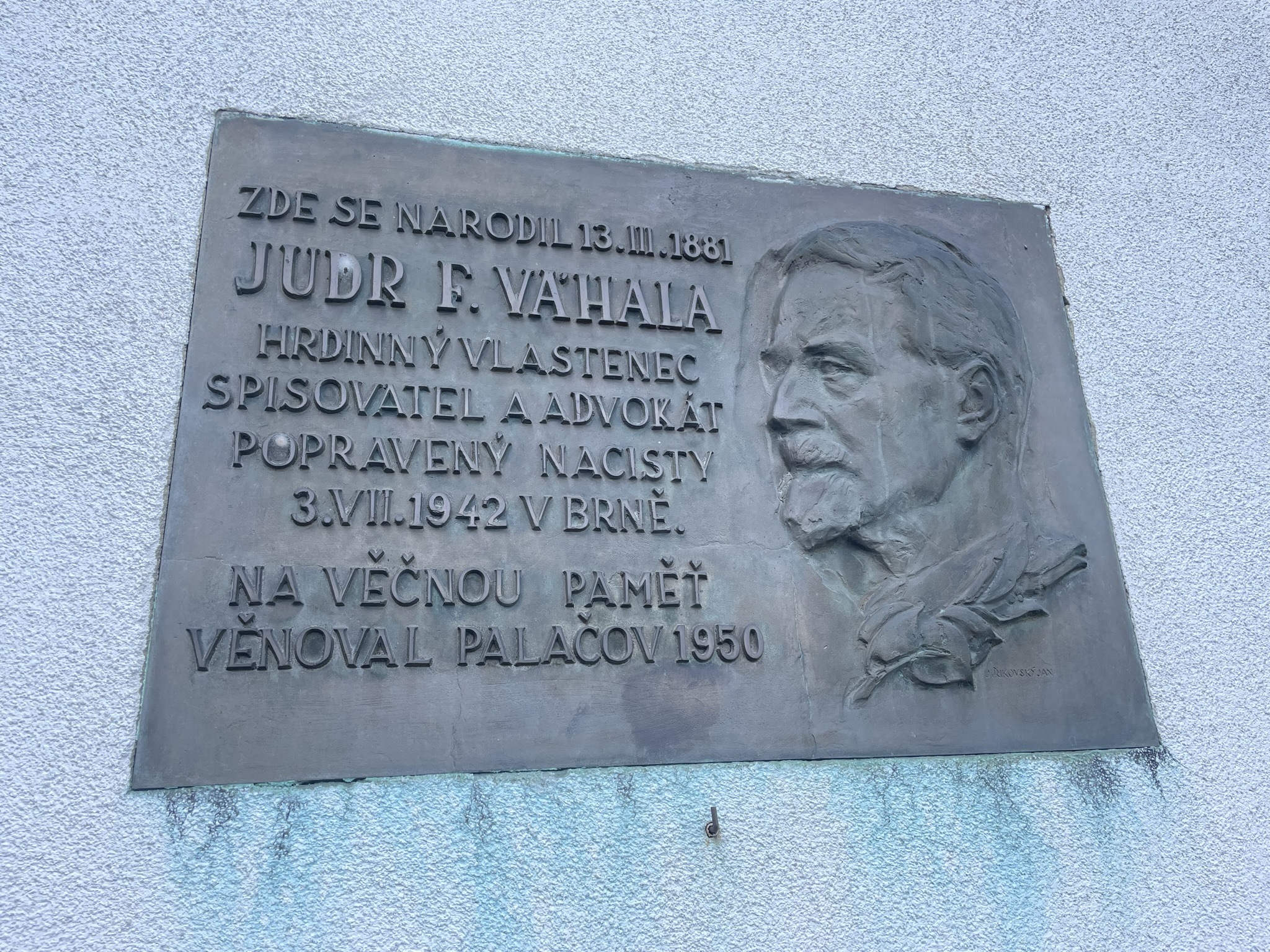
Památní deska Františka Váhaly v Palačově

František Váhala (13. března 1881 Palačov – 3. července 1942 Brno) byl český právník, spisovatel, milovník rodného kraje a statečný vlastenec. Působil jako advokát ve Vídni a Valašském Meziříčí. Angažoval se v politické organizaci české menšiny v Rakousku, zejména v Dolních Rakousích. Publikoval studie o státním právu a postavení národnostních menšin. Zahynul v nacistickém vězení.

## Život

### Mládí a studium
Absolvoval gymnázium ve Valašském Meziříčí a práva na české univerzitě v Praze. Během studií se také věnoval dějinám, geografii, francouzskému, anglickému, arabskému, perskému a tureckému jazyku, v semináři Dr. Albína Bráfa se zabýval finančními a ústavními problémy složených států. Titul doktora práv získal 17. prosince 1907.

### Před 1. světovou válkou
Po doktorátu získal místo u soudu ve Vídni, kde pokračoval ve studiu na universitě. Navštěvoval zde přednášky z mezinárodního práva a národního hospodářství. Později se stal advokátním koncipientem u dr. Polešovského. Účastnil se také zakládání Vídeňské Matice (organizace tamní české menšiny) a r. 1908 byl zvolen jejím prvním jednatelem. Potřeby vídeňských Čechů ho vedly ho k tomu, že pracoval na politicko-právních problémech menšin a publikoval na to téma studie. Roku 1911 se podílel na tvorbě politického programu a organizace Čechů v Dolním Rakousku a přednášel o otázkách kulturních, politických a právních.
Roku 1914 si otevřel vlastní advokátní kancelář ve Vídni a převzal zastoupení tamních odborových organisací české sociální demokracie. To ho vedlo k studiu otázek sociálních. Založil Českou edici, umělecké družstvo českých umělců a spisovatelů ve Vídni, a chystal se k vybudování kulturně sociální organizace pro péči o děti československé menšiny v alpských zemích.

### Během války
V roce 1915 byl povolán do armády jako jedinoroční dobrovolník. Měsíc po narukování byl denuncován pro smělé vystupování mezi německými vojáky, 16. září 1915 jako politicky podezřelý zatčen, uvězněn v Langendorfu (dnes Dlouhá Loučka) u Uničova, převezen k polnímu soudu do Moravské Ostravy a nakonec do Krakova. Po vyšetřování byl držen v Těšíně ve faktické internaci. V květnu 1916 byl obžalován pro domnělé protirakouské výroky, ale u polního soudu osvobozen, možná i zásluhou dvou českých důstojníků v senátu. Ve vazbě studoval politicko-právní problémy, v očekávání politických a sociálních převratů. Setkal se tam také s politickými vězni. Poté byl převelen jako účetní poručík zeměbranců v Krakově, kde zůstal až do vzniku první republiky. Volný čas v Krakově využíval ke studiu evropských ústav v univerzitní knihovně. Výsledkem byla práce o možnosti přetvoření habsburské monarchie ve spolkový stát, kterou zaslal předsedovi poslaneckého svazu poslaneckého Staňkovi před květnovými proklamacemi r. 1917 v rakouském parlamentu. Události ale mezitím dospěly tak daleko, že myšlenka federace byla r. 1918 opuštěna. Váhala měl zahraniční zprávy a proto se věnoval studiu vnitřních ústavních poměrů v zájmu případného československého státu. V prosinci 1917 dal prostřednictvím J. S. Machara k dispozici návrh nové ústavy československého státu, přičemž se zabýval úpravou základních občanských práv, katastrů, práva jazykového, zřízení okresího a krajského v ČSR.

### V meziválečném období
V říjnu 1918 byl vyzván ředitelem Hrdinou, aby se ujal organizace vídeňské menšiny, přijal vedení sekretariátu Českého národního výboru pro Dolní Rakousko a pomáhal při organizaci obdobných institucí v Linci a Štýrském Hradci. Jeho úkolem bylo řídit kampaň pro první volby do rakouského ustavujícího Národního shromáždění. Navzdory těžkostem, hlavně kvůli chybějící organizaci, kterou bylo nutné od základu budovat, a nezkušenosti voličů, se společným úsilím podařilo prosadit zvolení jednoho kandidáta – což bylo považováno za úspěch.
V té době také vypracoval návrhy menšinového práva pro mírovou konferenci v Paříži, vedl jednání s rakouskou vládou, vypracoval memoranda o potřebě menšinových škol ve Vídni, jež stalo se základem jednání o otázce zřízení menšinových škol ve Vídni mezi menšinou a rakouskou vládou. Chtěl umožnit velkým politickým stranám, aby intenzivněji zasáhly do nastávajících zemských voleb, než mohl on, který stál tehdy mimo politické strany a rezignoval i na místo sekretáře Českého národního výboru ve prospěch poslance J. A. Klimeše. Začal organizovat zemědělské menšiny a kolonie na rakouském venkově, aby vídeňští Češi získali zázemí na Moravském poli, které bylo nutno kulturně a hospodářsky povznést a politicky organizovat. Úkol to byl náročný; vyžadoval studia, agitaci, vypracování statutu strany (program a řád). Založil Hospodářskou jednotu a její odbory. V únoru 1920 se konal první sjezd a v lednu 1922 druhý sjezd československých zemědělců v Rakousku za účasti zemědělských menšin chorvatských a slovinských. V celkovém vývoji národa viděl Váhala neobyčejný politický význam zahraničních menšin, zejména rakouské a uherské, a proto nelitoval práce a obětí, aby vytvořil životaschopné organizace.
Roku 1923 přesídlil do Valašského Meziříčí a ve 30. letech do Prahy. Během pobytu v Praze přednášel o osobnostech Valašska.

### Nacistická okupace a smrt
Po okupaci českých zemí r. 1939 se zapojil do odboje. Po atentátu na Heydricha byl zatčen a 3. července 1942 popraven v Kounicových kolejích v Brně.
Na rodném domě JUDr. Františka Váhaly (číslo popisné 9) je umístěna pamětní deska, která připomíná jeho mučednickou smrt.

## Dílo
Jeho politicko-právní práce jsou zčásti rozptýleny po časopisech a kalendářích. Knižně vyšly např.:
- Československý problém v zemích německorakouských. Kniha 1, Likvidace československých lidových mas v německorakouských zemích po světové válce (1919)
- Krise a právo (1937)
- Glosář moudrosti staletí. Kniha 3, Moudrost česká (1940)

Jako redaktor připravil k vydání:
- Ze staré i nové Vídně : ročenka Vídeňské Matice (nejméně 1912 a 1914)
- J.S. Macharovi (1914)
- Dunaj : menšinový kalendář Hospodářské jednoty československých zemědělců v Rakousku na rok 1923

Sestavil také:
- Program a organisační řád československé agrární strany v Rakousku
- Stanovy Hospodářské jednoty
- nové stanovy Českého Srdce
- Dále např. Stanovy Svazu československých válečných invalidů v Rakousku, Úsporného a spotřebního družstva čs. válečných invalidů v Rakousku a Lidového spotřebního družstva, Svazu čs. spotřebních družstev, přepracované stanovy Rak. Osvětového Svazu. Stanovy České Edice, návrh stanov čs. divadelního družstva, Slovanské akciové společnosti tiskárenské.
- Rakouským poměrům přizpůsobil stanovy Všeodborového sdružení křesťanského dělnictva čs.